# Mara Santangelo
Mara Santangelo (ur. 28 czerwca 1981 w Latinie) – włoska tenisistka.

## Kariera tenisowa
Przygodę z tenisem rozpoczęła mając 9 lat. Jej cała rodzina (rodzice i brat, Matteo) również grywa w tenisa, ale tylko rozrywkowo.
W 1999 roku została zawodową tenisistką. Pierwszy turniej deblowy ITF wygrała w debiutanckim sezonie w Reggio Calabria. W turniejach singlowych ITFu triumfowała pięciokrotnie. Najpierw w 2000 roku w Cuneo. Rok później w Mariborze. W 2003 roku w dużym turnieju w Ortisei. Dwa lata później wygrała niemałe turnieje we włoskim Taranto i meksykańskim Poza Rica. Pierwszy zawodowy turniej wygrała w 2006 roku w Bengaluru. W deblu wygrała w belgijskim Hasselt w 2004 roku.
Najlepszy występ w Wielkim Szlemie odnotowała w swoim debiucie na Australian Open w 2004 roku, kiedy to doszła do IV rundy. We wrześniu 2006 zdobyła wraz z reprezentacją Włoch Puchar Federacji.
Rok 2007 rozpoczęła od nie najlepszego występu na turniejach australijskich. Jednak jej porażka w Melbourne w pierwszej rundzie jest dość uzasadniona – Włoszka trafiła na późniejszą mistrzynię, Serenę Williams. W imprezie czwartej kategorii w Pattaya doszła do ćwierćfinałów. Nie obroniła tytułu z Bengaluru, oddając go Jarosławie Szwiedowej po dwudziestu gemach (4/6, 4/6). Osiągnęła czwartą rundę w Miami, eliminując po drodze Jelenę Janković. Serbka zrewanżowała się Włoszce na turnieju w Charleston, w trzeciej rundzie. Santangelo wystąpiła w Pucharze Federacji, a następnie przyjechała na turniej do Warszawy. Tam stała się sprawczynią ogromnej sensacji, pokonała bowiem w drugiej rundzie Nadię Pietrową. W ćwierćfinale uległa Justine Henin, liderce rankingu tenisistek. W roku tym Mara uzupełniła kolekcję swoich zwycięstw deblowych o triumfy w Pattaya i Amelia Island. Jej największym sukcesem jest zwycięstwo w parze z Alicją Molik w finale debla kobiet Roland Garros. To pierwszy wielkoszlemowy tytuł Włoszki.
28 stycznia 2011 zakończyła karierę.

## Finały turniejów WTA
| Legenda                     | Legenda |
| --------------------------- | ------- |
| Wielki Szlem                |         |
| Igrzyska olimpijskie        |         |
| WTA Tour Championships      |         |
| 1988 – 2008                 |         |
| Kategoria I                 |         |
| Kategoria II                |         |
| Kategoria III               |         |
| Kategoria IV                |         |
| Kategoria V                 |         |
| 2009 – 2020                 |         |
| WTA Premier Mandatory       |         |
| WTA Premier 5               |         |
| WTA Premier                 |         |
| WTA International Series    |         |
| WTA 125K series (2012–2020) |         |

### Gra pojedyncza 2 (1-1)
| Końcowy wynik | Nr | Data           | Turniej   | Nawierzchnia | Przeciwniczka       | Wynik finału     |
| ------------- | -- | -------------- | --------- | ------------ | ------------------- | ---------------- |
| Zwyciężczyni  | 1. | 19 lutego 2006 | Bengaluru | Twarda       | Jelena Kostanić     | 3:6, 7:6(5), 6:3 |
| Finalistka    | 1. | 18 lutego 2007 | Bengaluru | Twarda       | Jarosława Szwiedowa | 4:6, 4:6         |